# Dneboh
Dneboh je vesnice, evidenční část a katastrální území města Mnichovo Hradiště v okrese Mladá Boleslav.

## Historie
První písemná zmínka o vesnici pochází z roku 1395. Dne 27. června 1926 došlo ve svahu nad obcí k rozsáhlému sesuvu půdy v délce přibližně dva kilometry, což mělo za následek zničení jedenácti domů osady Kavčina (nazývané též Podskalí), která tímto zanikla.

## Pamětihodnosti
- Pozdně barokní čtyřboká kaple se zvoničkou z konce 18. století na návsi
- Barokní socha sv. Václava z pol. 18. století na hranolovém podstavci

V katastrálním území Dneboh se nacházejí na hraně stěny Příhrazských skal zříceniny skalních hradů Drábské světničky a Klamorna a na náhorní plošině ostrohu bývalé hradiště Hrada.

## Galerie

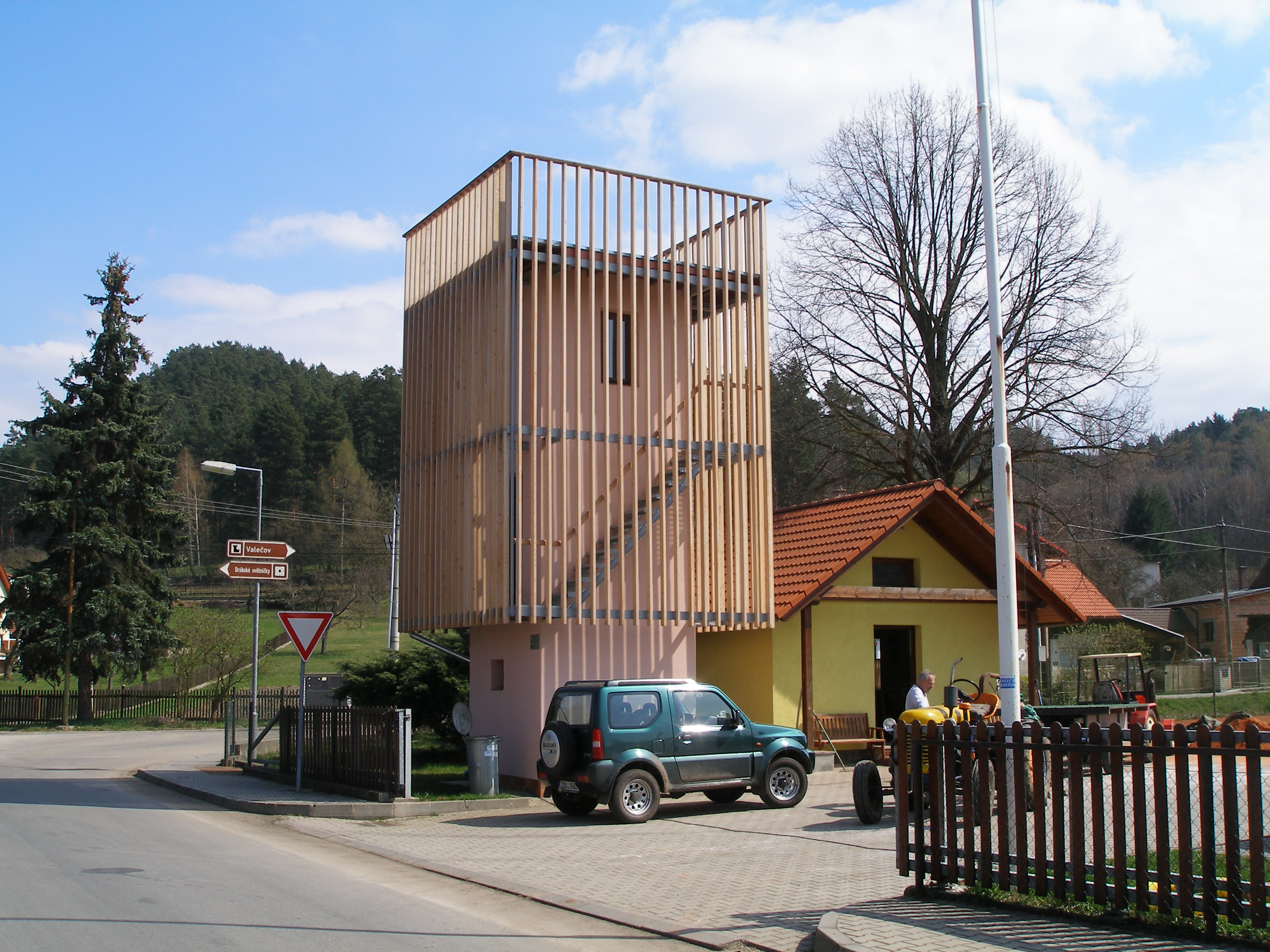
bývalá trafostanice v Dnebohu
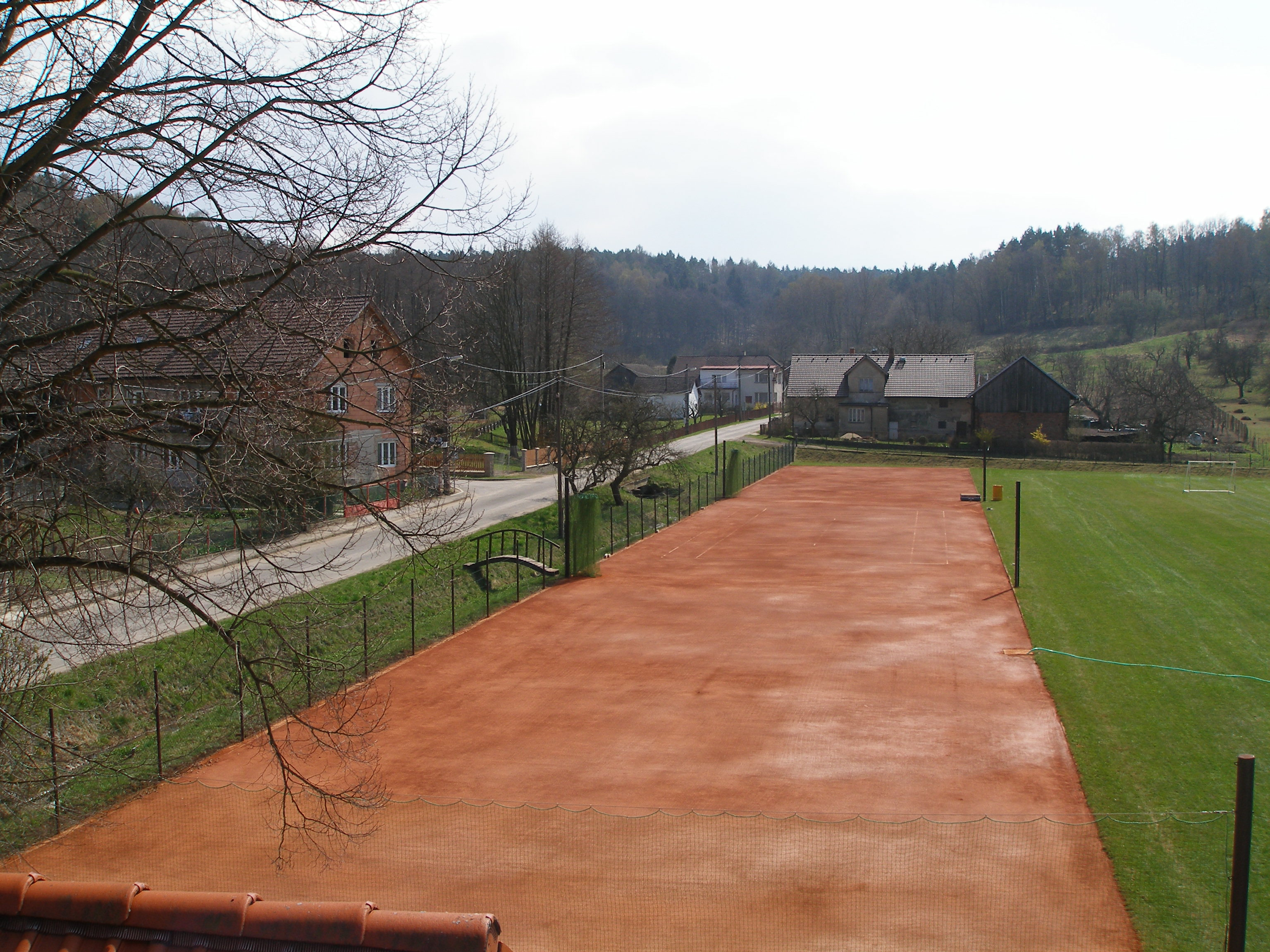
hřiště v Dnebohu
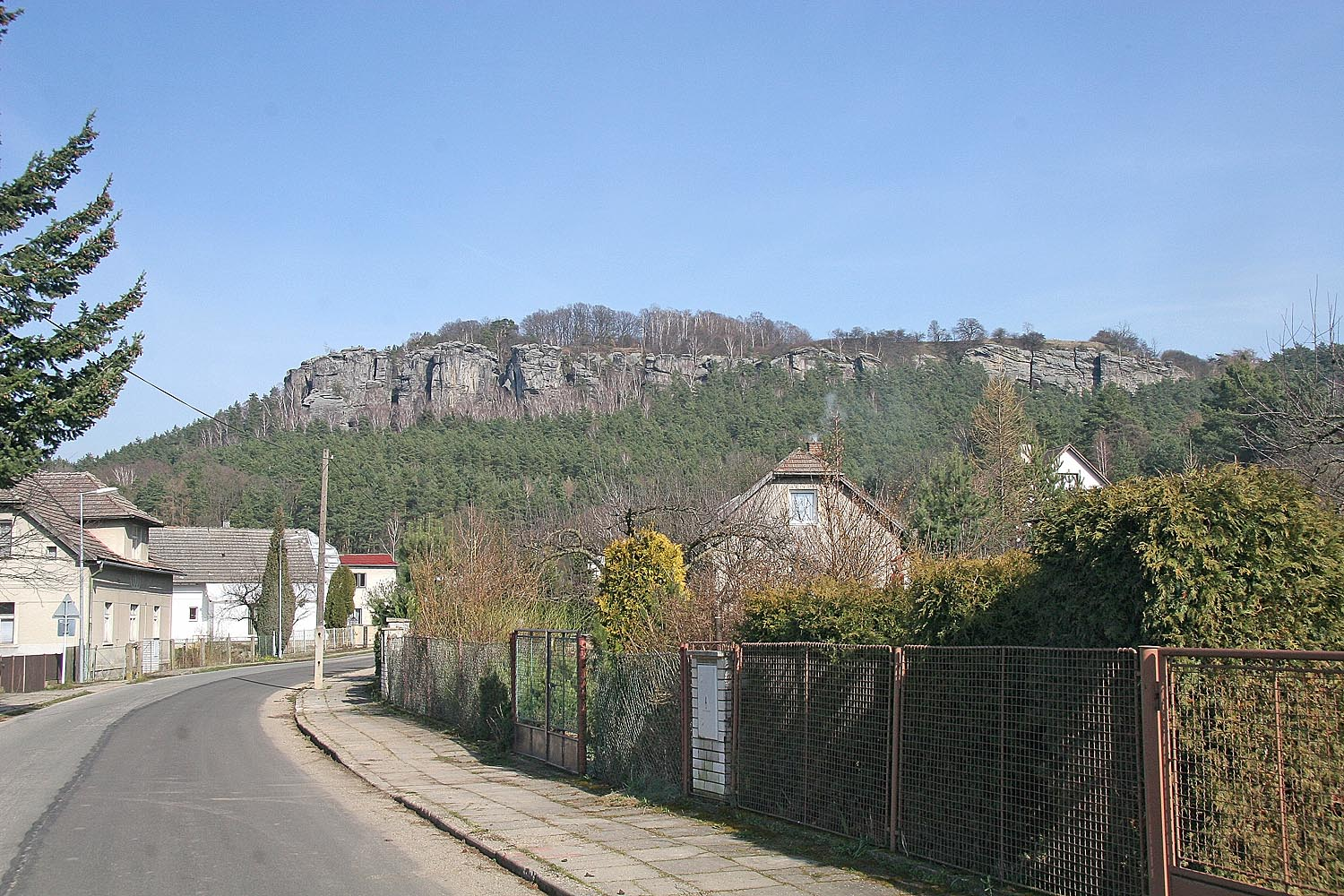
Drábské světničky z obce Dneboh